# Warren Chiasson
Warren Chiasson (Cheticamp (Nova Scotia), 17 april 1934) is een Canadees jazzmuzikant (vibrafoon, piano) en componist.

## Biografie
Chiasson groeide op in Sydney, had aanvankelijk vioolles en leerde daarna gitaar, piano en trombone spelen. Op de vibrafoon is hij vooralsnog autodidact, maar had eind jaren 1950 kort onderricht bij Lennie Tristano en George Russell, toen hij naar New York kwam. Daar werkte hij dan tot 1961 bij George Shearing, waarna hij een eigen formatie oprichtte. Hij was ook werkzaam als muzikant tijdens een Broadway-show en speelde bovendien met Eric Dolphy, Chet Baker, Les McCann en Tal Farlow. In 1962 werkte hij mee bij Gunther Schullers concert Perspectives of New Music in de Carnegie Hall en werkte hij ook met de orkesten van Buddy Morrow, Lee Castle, Vaughn Monroe en Sammy Kaye en in 1964/1965 in de huisband van de New Yorkse Wereldtentoonstelling. Eind jaren 1960 speelde hij als percussionist in de Broadway-musical Hair. Tijdens deze periode werkte hij ook met Bill Dixon en Grachan Moncur III en leidde hij een formatie met Jimmy Garrison, Sonny Brown en Arnie Lawrence.
In 1972 speelde hij weer bij Shearing, nam hij het eerste album Quartessence onder zijn eigen naam op en speelde hij bovendien met Chet Baker. In het daaropvolgende jaar ging hij op tournee met de zangeres Roberta Flack en trad hij als solist op in de New Yorkse jazzclub Gregory's. Verder werkte hij sinds de jaren 1970 als zelfstandig muzikant onder andere met Frank Strozier, Lee Konitz, Joe Farrell, Jim Hall, Jimmy Raney, Chuck Wayne, Joe Puma, Dick Garcia en Gene Bertoncini. In 1977 bracht hij een album uit met Kurt Well-interpretaties.
In 1984 werkte Chiasson mee met het album Blues 'n Jazz van B.B. King, dat werd onderscheiden met een Grammy Award. In 1988 verving hij Lionel Hampton bij een nieuwe uitvoering van het legendarische Carnegie Hall-concert uit 1938 van Benny Goodman. Tijdens de jaren 1980 en 1990 werkte hij als solopianist en onderwees hij aan de Saint Mary's University in Halifax. Hij schreef ook het leerboek The Contemporary Vibraphonist en enkele composities, zoals Bossa Nova Scotia, Ultramarine en Bravel.

## Discografie
- 1972: Quartessence (Van Los Records)
- 1977: Good Vibes for Kurt Weill (Audiophile Records)
- 1986: Point Counterpoint (Empathy Records)

- Bibliothèque nationale de France: cb139545533 (data)
- Gemeinsame Normdatei: 132134578X
- International Standard Name Identifier: 0000 0000 7961 8516
- Library of Congress Control Number: no2001027260
- MusicBrainz: 8da2fbe1-dcbc-4c14-842b-721238786b9e
- Virtual International Authority File: 12497438
- WorldCat: E39PBJptVphvPb9X3Dt8fhMgKd